# Le Couteau sur la nuque
Pour les articles homonymes, voir Le Couteau sur la nuque (homonymie).
Le Couteau sur la nuque (titre original : Lord Edgware Dies) est un roman policier, d'Agatha Christie publié en septembre 1933, mettant en scène le détective belge Hercule Poirot. Il est publié la même année aux États-Unis sous le titre Thirteen at Dinner, et trois ans plus tard, en mai 1936, en France.

## Résumé
Après un spectacle de Carlotta Adams, la célèbre imitatrice, Hercule Poirot et Hastings vont au restaurant où ils rencontrent Jane Wilkinson, une grande actrice, qui leur demande de la suivre dans sa suite. Elle leur explique qu'elle veut « se débarrasser » de son mari, mais que celui-ci refuse le divorce. Elle va même jusqu'à dire qu'elle serait prête à prendre un taxi pour le tuer. Poirot accepte de prendre rendez-vous avec Lord Edgware (le mari de Jane Wilkinson). Celui-ci, étrangement, leur dit qu'il est d'accord pour un divorce et qu'il a même envoyé, il y a six mois, une lettre à sa femme où il le lui expliquait. Ils vont annoncer la bonne nouvelle à l'actrice, qui dit ne pas avoir reçu de lettre.
Le lendemain, Lord Edgware est retrouvé mort chez lui, poignardé à la nuque. L'inspecteur Japp mène l'enquête, assisté par Poirot et Hastings, mais ils découvrent le cadavre de l'imitatrice Carlotta Adams alors qu'ils se sont rendus chez elle pour lui demander son témoignage dans l'affaire. Cette affaire ne sera pas de tout repos car ils découvrent les magouilles du valet du Lord Edgware et un autre meurtre...

## Personnages
- Hercule Poirot: détective belge.
- Capitaine Hastings: l'ami fidèle de Poirot.
- James Japp: Inspecteur en chef.
- Jane Wilkinson: actrice, diva du cinéma et seconde épouse de Lord Edgware.
- Lord Edgware (George Alfred St Vincent Marsh): propriétaire de Regent Gate et quatrième baron Edgware.
- Geraldine Marsh: la fille aînée de Lord Edgware.
- Ronald Marsh: neveu déshérité de Lord Edgware.
- Miss Carroll: la secrétaire de Lord Edgware.
- Alton: le serveur condamné de Lord Edgware. Après le meurtre, il s'enfuit de la maison Edgware.
- Carlotta Adams: imitatrice, amie de Jane Wilkinson et amie proche de Ronald Marsh, deuxième victime. (Le personnage de Carlotta Adams est basé sur Ruth Draper, une actrice célèbre des années 30).
- Jenny Driver: amie de Carlotta Adams et petite amie de Bryan Martin.
- Bryan Martin: célèbre acteur, le soupirant de Jane Wilkinson mais le fiancé de Jenny Driver.
- Ellis: serveuse de Jane Wilkinson.
- Duc de Merton: l'amant de Jane Wilkinson, très riche.
- Duchesse de Merton, mère du Duc et ennemie de Jane Wilkinson.
- Donald Ross: troisième victime.

## Élaboration du roman
Agatha Christie explique dans son autobiographie qu'elle a eu l'idée du roman après avoir assisté à une représentation de la comédienne Ruth Draper :

« Je songeai à son intelligence et à la qualité de ses interprétations, j'admirais la façon merveilleuse dont elle passait de l'épouse acariâtre à la jeune paysanne agenouillée dans une cathédrale. C'est en pensant à elle que j'en vins à écrire Le Couteau sur la nuque »

— Agatha Christie, Une autobiographie
Agatha Christie commence à écrire le roman à l'automne 1931 à Rhodes, avant de rejoindre son mari, Max Mallowan, à une campagne de fouilles à Nimrud, où elle finit son livre. Elle passe tellement de temps à écrire qu'un squelette découvert lors des fouilles fut baptisé sur le champ Lord Edgware, du nom de la victime du roman.

### Dédicace
Le roman est dédié au Dr et à Mrs Campbell Thompson, les patrons de Max Mallowan. Elle explique dans son autobiographie qu'elle avait fini par s'attacher à eux et lors d'une visite leur avait lu son roman Le Couteau sur la nuque pour leur plus grand plaisir :

« Je crois qu'à l'exception de ma propre famille, ce sont les seules personnes à qui j'aie jamais lu un manuscrit. »

— Agatha Christie, Une autobiographie

## Éditions
- (en) Lord Edgware Dies, Londres, Collins Crime Club, septembre 1933, 256 p.
- (en) Thirteen at Dinner, New York, Dodd, Mead and Company, 1933, 305 p.
- Le Couteau sur la nuque (trad. Louis Postif), Paris, Librairie des Champs-Élysées, coll. « Le Masque » (no 197), mai 1936, 245 p. (BNF 31945454)
- Le Couteau sur la nuque (trad. Pascale Guinard), dans : L'Intégrale : Agatha Christie (préf. Jacques Baudou), t. 3 : Les années 1930-1933, Paris, Librairie des Champs-Élysées, coll. « Les Intégrales du Masque », 1991, 1241 p. (ISBN 2-7024-2088-5, BNF 35478891)

## Adaptations

### Au cinéma
- 1934 : Lord Edgware Dies, film britannique d'Henry Edwards, avec Austin Trevor dans le rôle d'Hercule Poirot, Richard Cooper (Capitaine Hastings) et John Turnbull (Inspecteur Japp)

### À la télévision
- 1985 : Le Couteau sur la nuque (Thirteen at Dinner), téléfilm américain de Lou Antonio, avec Peter Ustinov dans le rôle de Poirot, Jonathan Cecil (Capitaine Hastings) et David Suchet (Inspecteur Japp)
- 2000 : Le Couteau sur la nuque (Lord Edgware Dies), téléfilm de la série britannique Hercule Poirot d'ITV (épisode 7.02), avec David Suchet dans le rôle de Poirot, Hugh Fraser (Capitaine Hastings), Philip Jackson (Inspecteur Japp) et Pauline Moran (Miss Lemon)
- 2012 : Le Couteau sur la nuque, téléfilm de la série française Les Petits Meurtres d'Agatha Christie de France 2. Les personnages de Poirot, Hastings et Japp y sont absents, remplacés par le duo d'enquêteurs Larosière-Lampion joués par Antoine Duléry et Marius Colucci

### À la radio
- 2005 : Lord Edgware Dies, feuilleton radiophonique de BBC Radio 4, avec John Moffatt donnant sa voix à Poirot ;

### En bande dessinée
- 2012 : Le Couteau sur la nuque, bande dessinée française de Marek (scénario et dessin) publiée dans la collection Agatha Christie.